# Vierpunktiger Ölkäfer

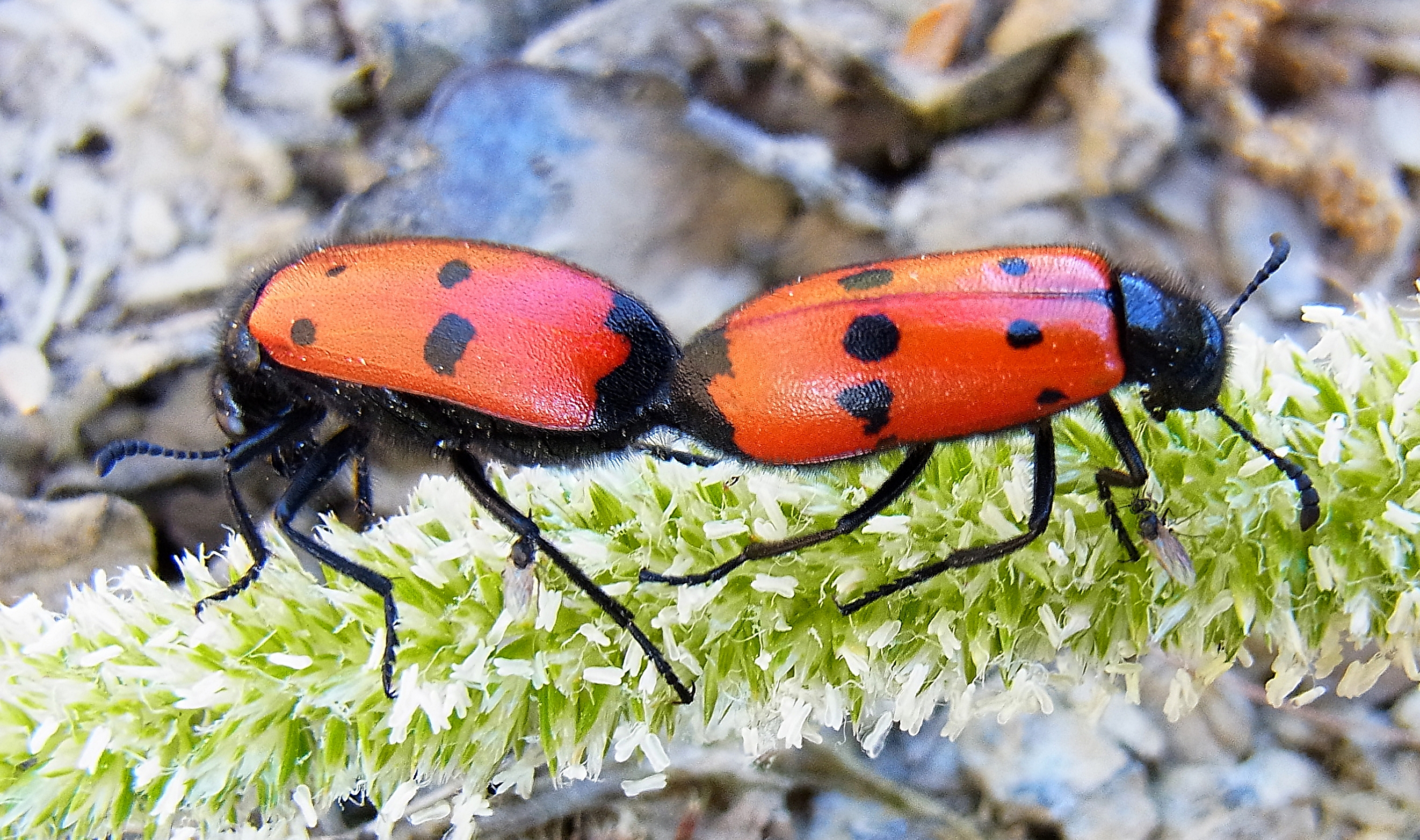
Paarung

Der Vierpunktige Ölkäfer (Mylabris quadripunctata) ist ein Käfer aus der Familie der Ölkäfer (Meloidae).

## Merkmale
Die Käfer werden 13 bis 16 Millimeter lang. Ihre Flügeldecken sind rot und haben jeweils vier schwarze Flecken und eine schwarze Endbinde am Hinterteil.

## Vorkommen
Die Tiere kommen im Mittelmeerraum häufig vor, lieben sonnige, blütenreiche Plätze und sind Blütenbesucher (z. B. an Dorycnium). Sie fliegen von Juni bis Oktober.

## Lebensweise
Die Larven entwickeln sich in den unterirdischen Eikokons von Heuschrecken.